# 刘文学
刘文学（1945年2月—1959年），中国四川省合川县（今属重庆市）渠嘉乡人。1957年秋加入中国少年先锋队。

## 生平
據官方宣傳，在1959年11月18日晚上，为维护“集体利益”而制止原地主王荣学偷盗属于公社的集体财产海椒，但在搏斗中被王荣学杀害；其后被誉为中国近代的少年英雄之一，"见义勇为"的标志,并成为了中国少年先锋队标志性人物。
在重庆合川区建有刘文学烈士墓及塑像。